# ウェアハウス (ナイトクラブ)
ウェアハウス（英語: The Warehouse）は、アメリカ合衆国イリノイ州シカゴにかつて存在したナイトクラブ。DJフランキー・ナックルズによって生み出されたハウスミュージックの生誕地として知られている。

## 概要
シカゴ市内のサウス・ジェファーソン・ストリート206番地にて1977年に営業を開始したウェアハウスは、R&Bやディスコミュージックの店として元々知られていた。同店の初代音楽監督であったナックルズは、オリジナル性の高い音楽を生み出すために試行錯誤する課程でディスコミュージックとヨーロピアン・エレクトロニックミュージックをミックスする手法を発見した。
ウェアハウスの客層は主にゲイの黒人やラテン系の男性であり、彼らはフランキー・ナックルズのディスコミュージックを目当てにやってきていた。
1982年にウェアハウスが入場料を2倍に値上げしたことにより、ナックルズはウェアハウスを離れることを決意。ファンも後を追い、ナックルズの移籍した The Power Plant へと通うようになった。これを受けてウェアハウスのオーナーは店名を the Music Box に替え、新たなDJとして Ron Hardy を迎え入れた。